# IrDA

Логотип IrDA

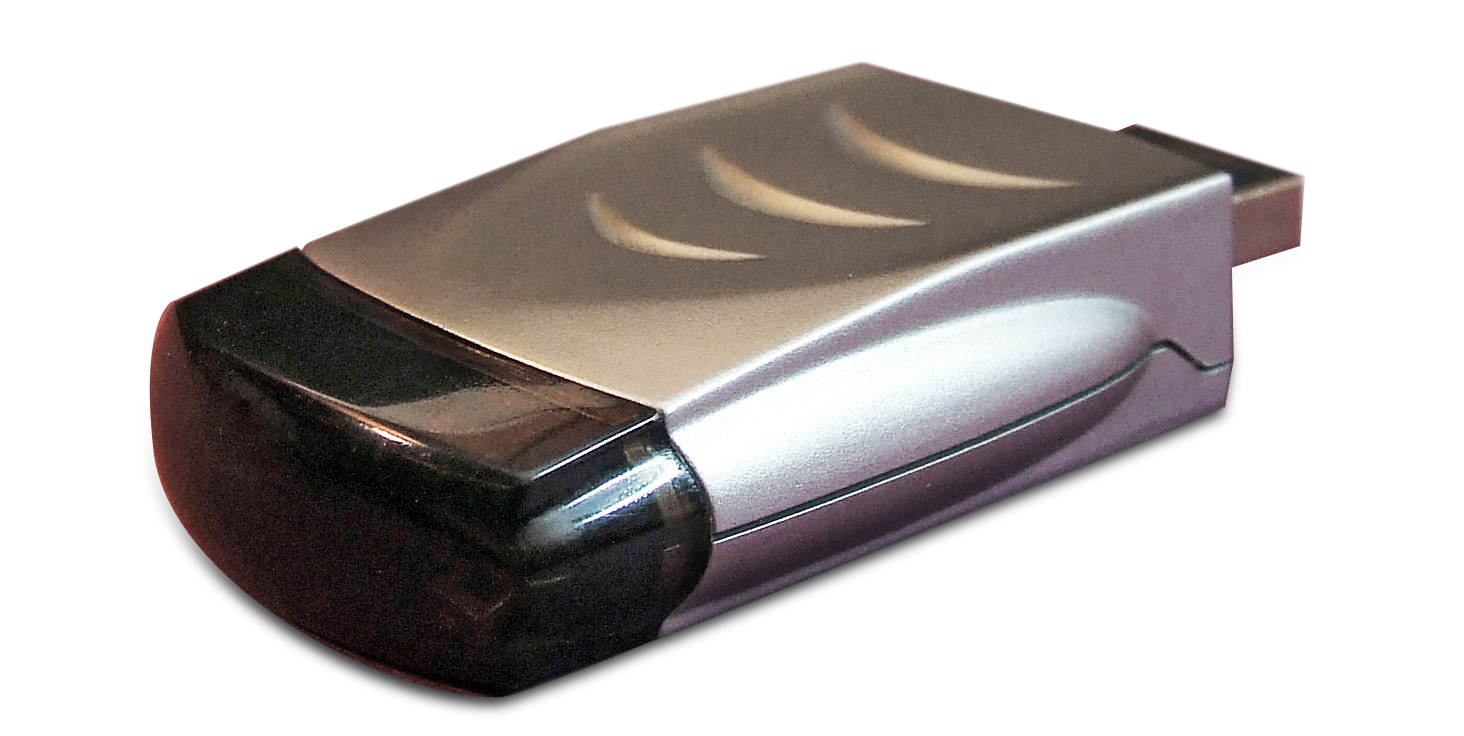
Зовнішній USB-модуль інфрачервоного порту

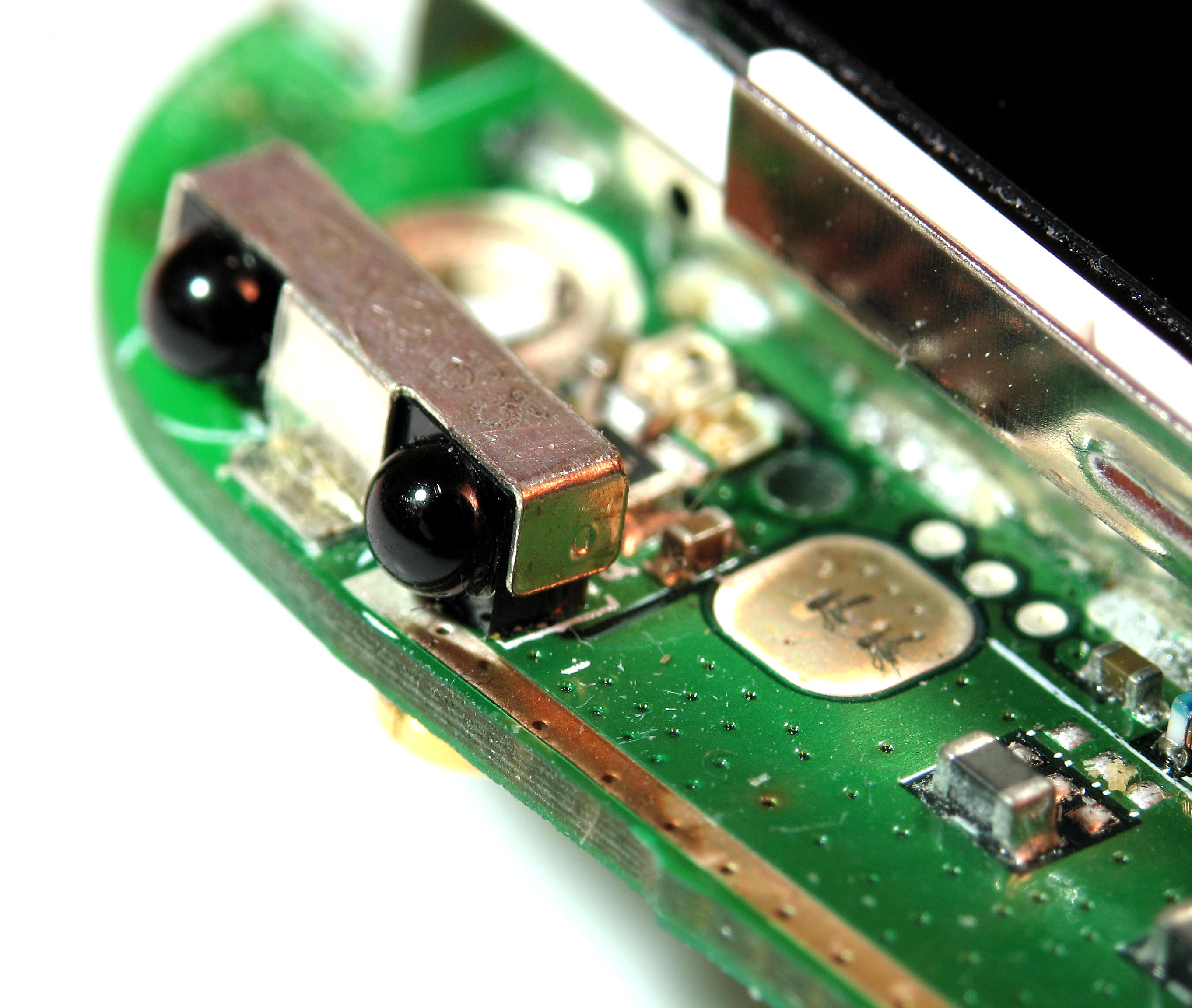
ІЧ-порт в камері Canon S70

Infrared Data Association (IrDA) — група, керована промисловими інтересами, що була заснована у 1993 році близько п'ятдесятьма компаніями.  IrDA надає специфікації для повного набору протоколів бездротового інфрачервоного зв'язку і назва "IrDA" також входить до набору цих протоколів. Основною причиною для використання IrDA була бездротова передача даних через "останній метр", використовуючи принцип обрати і активізувати. Таким чином, IrDA було реалізовано в портативних пристроях, таких як мобільні телефони, ноутбуки, фотоапарати, принтери, медичне обладнання та ін. Основними характеристиками цього виду оптичного бездротового зв'язку є безпечна передача даних на фізичному рівні, лінії прямої видимості і дуже низький рівень бітових помилок (BER), що робить його дуже ефективним.
IrDA є прикладом простого протоколу обміном даними в обмеженому просторі (стандартом визначається межа в 100 см). Шляхом обмеження дальності досягається безпека від прослуховування. Завдяки цьому, також, зменшується вартість приладів, однак, передача даних мусить відбуватись за умов прямої видимості між портами.
Вперше IrDA було розроблено компанією HP. Через це, навіть зараз, можна знайти позначення HPSIR (англ. HP-Serial-Infrared) для станарту IrDA 1.0.

### Огляд

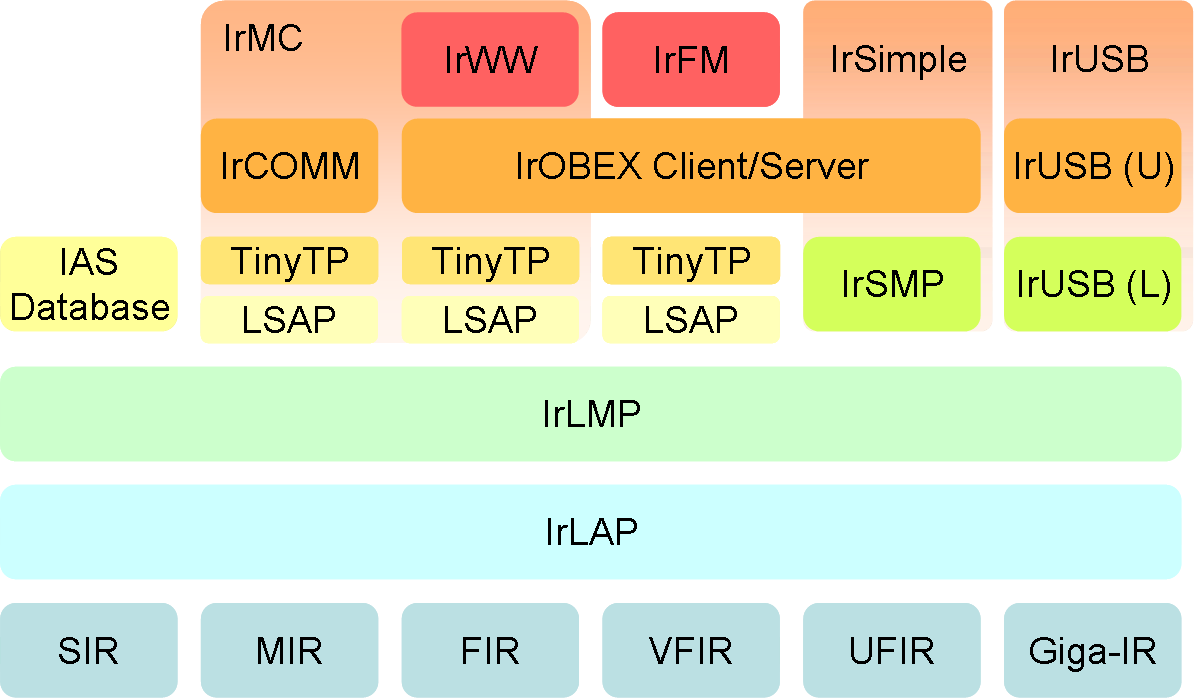
Стек протоколу IrDA

## Специфікації

### IrPHY
Обов'язкова специфікація IrPHY (англ. Infrared Physical Layer Specification) здійснюється на фізичному рівні специфікації IrDA. Вона включає в себе оптичні визначення з'єднання, модуляції, кодування, циклічний надлишковий код (CRC) і частоту кадрів. Різні швидкості передачі даних використовуються різну модуляцію/кодування:
- SIR: 9.6-115.2 Кбіт/с, асинхронний, RZI, типу UART, 3/16 пульс
- MIR: 0.576-1.152 Мбіт/с, RZI, 1/4 імпульсу, HDLC бітів
- FIR: 4 Мбіт/с, 4ppm
- VFIR: 16 Мбіт/с, NRZ, HHH(1,13)
- UFIR: 96 Мбіт/с, NRZI, 8B10B
- GigaIR: 512 Мбіт/с - 1 Гбіт/с, NRZI, 2-ASK, 4-ASK, 8B10B
- 5/10GigaIR: 5 Гбіт/с та 10 Гбіт/с, новий IrPHY [1]

Додаткові характеристики:
- Діапазон:
  - стандартний: 1 м;
  - малої потужності з низьким енергоспоживанням: 0,2 м;
  - стандарт малої потужності: 0,3 м
  - 10-GigaIR також встановлює нові моделі використання, які підтримують більшу відстань з'єднання до декількох метрів.
- Кут: мінімальне відхилення від осі прийомопередавача 15°
- Швидкість: 2.4 кбіт/с до 1Гбіт/с
- Модуляція: смуга, не несуча
- Інфрачервоне вікно
- Довжина хвилі: 850-900 нм

Розмір кадру в основному залежить від швидкості передачі даних і варіюється в діапазоні від 64 байт до 64 Кбайт. Крім того, великі блоки даних можуть бути передані шляхом відправки декількох кадрів підряд. Це може регулювати за допомогою параметра під назвою Window Size (1-127). Зрештою блоки даних до 8 Мбайт можуть бути відправлені за раз. У поєднанні з низькою частотою появи помилкових бітів в загальному <10^(-9), з'єднання може бути дуже ефективним в порівнянні з іншими бездротовими рішеннями.
IrDA (ІЧ-порт, інфрачервоний порт) прийомопередавачі здійснюють комунікацію з допомогою інфрачервоних імпульсів (вибірок) в конус з мінімальним кутовим відхиленням від осі 15 градусів. Фізичні характеристики IrDA вимагають, щоб мінімальна освітленість підтримувалася таким чином, щоб сигнал був видимим на відстані до одного метра. Крім того, специфікації вимагають, щоб максимальна освітленість не була перевищена, так що приймач буде засліпленим, коли пристрої наблизяться. На практиці існує декілька пристроїв на ринку, котрі не підтримують передачу на відстань в один метр, у той час як інші пристрої можуть здійснювати передачу на відстань до декількох метрів. Існують також пристрої, котрі не функціонують при малій відстані. Найкращим варіантом для IrDA зв'язку є відстань від 5 до 60 см (2,0 до 24 дюймів) від трансивера, в центрі конуса.  Передача даних IrDA здійснюється в напівдуплексному режимі, тому що під час передачі, приймач пристрою засліплюється світлом свого власного передавача, і, таким чином, повний дуплексний зв'язок не представляється можливим. Два пристрої, які взаємодіють між собою імітують повний дуплекс, швидко і неперервно перемикаючи зв'язок. Основний пристрій контролює затримки з'єднання, але обидві сторони прив'язані до певного жорсткого обмеження і можуть здійснювати безперервне перемикання так швидко, як це можливо.

### IrLAP
Обов'язковий протокол IrLAP (англ. Infrared Link Access Protocol) є другим рівнем специфікації IrDA. Він знаходиться на верхівці шару IrPHY і нижче шару IrLMP. Він являє собою канальний рівень моделі OSI.
Найважливіші характеристики:
- Контроль доступу
- Пошук розташованих поряд клієнтів
- Створення надійного двонаправленого зв'язку
- Розподіл Первинних/Вторинних ролей між пристроями
- Узгодження QoS параметрів

На шарі IrLAP пристрої комунікацій поділяються на Первинний пристрій та на один або більше Вторинних пристроїв. Первинний пристрій контролює Вторинні пристрої. Вторинний пристрій лише тоді зможе здійснити передачу, коли Первинний пристрій відправить запит на передачу.

### IrLMP
Обов'язковий протокол IrLMP (англ. Infrared Link Management Protocol) є третім рівнем специфікації IrDA. Він може бути розбитим на дві частини. 
По-перше, це LM-MUX (англ. Link Management Multiplexer), що знаходиться на верхівці шару IrLAP. Найважливіші можливості:
- Забезпечує декілька логічних каналів
- Дозволяє зміну між Первинними/Вторинними пристроями

По-друге, LM-IAS (англ. Link Management Information Access Service), що надає список, де постачальники послуг можуть зареєструвати свої послуги, щоб інші пристрої могли отримати доступ до них через запити LM-IAS.

### Tiny TP
Додатковий протокол Tiny TP (англ. Tiny Transport Protocol) лежить на верхній частині шару IrLMP. Він забезпечує:
- Транспортування великих масивів даних
- Управління потоком шляхом встановлення пріоритетів кожному логічному каналу

### IrCOMM
Додатковий протокол IrCOMM (англ. Infrared Communications Protocol) дає можливість інфрачервоним пристроям функціонувати як послідовний або паралельний порт. Він знаходиться у верхній частині шару IrLMP.

### OBEX
Додатковий протокол OBEX (англ. Object Exchange) забезпечує обмін різними даними (наприклад, контакти, події або інші додатки) між інфрачервоними пристроями. OBEX лежить у верхівці протоколу Tiny TP, тому Tiny TP є обов'язковим для забезпечення роботи OBEX.

### IrLAN
Додатковий протокол IrLAN (англ. Infrared Local Area Network) забезпечує можливість підключення інфрачервоних пристроїв до локальної мережі. Таким чином можна створити мережу на зразок Ethernet. Наявні три можливі способи:
- Точка доступу
- Peer to Peer (P2P)
- Хостинг

Як IrLAN лежить у верхівці протоколу Tiny TP, так і для забезпечення роботи IrLAN має бути реалізований Tiny TP протокол.

### IrSimple
IrSimple забезпечує принаймні у 4-10 разів більшу швидкість передачі даних завдяки підвищенню ефективності протоколу IrDA.  Звичайне зображення розміром 500 KB може бути передане мобільним телефоном за 1 секунду.

### IrSimpleShot
Однією з основних цілей IrSimpleShot (IrSS) є забезпечення мільйонам IrDA-камерофонам бездротової передачі зображень на принтери, кіоск принтери LCD-телевізори.

## Розповсюдження
Інтерфейс IrDA знаходив застосування в ноутбуках, КПК, мобільних телефонах та принтерах в кінці 90-х років і до початку 2000-х років. Тим не менш, він був витіснений іншими бездротовими технологіями, такими як Wi-Fi, Bluetooth та NFC, тому що вони не потребують прямої видимості, а також підтримують встановлення зв'язку з таким устаткуванням, як миші і клавіатури. Тим не менш IrDA досі використовують у деяких середовищах, де використання зв'язку на основі бездротових радіо-технологій стає неможливим. Інтерфейс повертає собі популярність після появи високоефективних IrSimple протоколів, котрі забезпечують тривалість передачі знімків з мобільних телефонів, принтерів та пристроїв відображення менше однієї секунди. IrDA обладнання залишається дешевим і тому не зазнає проблеми з безпекою, з якою зіткнулися такі бездротові технології, як Bluetooth.
Крім того, деякі цифрові дзеркальні фотокамери Pentax (K-x, K-r) використовують IRsimple для передачі знімків. Починаючи з 2012 року на ринку смартфони та планшети з вбудованим IrDA майже повністю відсутні.